# Lars van Meurs
Lars van Meurs (Heerlen, 20 mei 1999) is een Nederlands voetballer die als doelman voor TOP Oss speelt.

## Carrière
Lars van Meurs speelde in de jeugd van RKVV WDZ, Roda JC Kerkrade en MVV Maastricht. Als jeugdspeler van Roda zat hij eenmaal bij het eerste elftal op de bank in de Eredivisie, in de met 2-0 verloren uitwedstrijd tegen FC Groningen op 9 december 2016. In 2017 maakte hij de overstap naar de jeugdopleiding van MVV Maastricht, waar hij in 2018 de overstap naar de eerste selectie maakte. In 2019 tekende hij zijn eerste contract bij MVV, wat tot medio 2021 doorliep. Bij MVV was hij drie seizoenen lang reservekeeper achter Luuk Koopmans, Gilles Deusings, Nigel Bertrams, Mike Havekotte en Bill Lathouwers, en kwam zodoende niet in actie. In 2019 brak Van Meurs zijn enkel toen hij met zijn hond speelde, waardoor hij lange tijd uitgeschakeld was en keeperstrainer Vladan Kujović zijn positie op de bank moest overnemen. In 2021 vertrok hij transfervrij naar TOP Oss, waar hij een contract voor een jaar tekende. Hier is hij tweede keeper achter Norbert Alblas. Van Meurs debuteerde in het betaald voetbal voor TOP op 30 oktober 2021, in de met 1-3 verloren thuiswedstrijd tegen NAC Breda.

### Statistieken
| Seizoen                       | Club             | Land           | Competitie     | Competitie | Competitie | Beker | Beker | Totaal | Totaal |
| Seizoen                       | Club             | Land           | Competitie     | Wed.       | Dlp.       | Wed.  | Dlp.  | Wed.   | Dlp.   |
| ----------------------------- | ---------------- | -------------- | -------------- | ---------- | ---------- | ----- | ----- | ------ | ------ |
| 2016/17                       | Roda JC Kerkrade | Nederland      | Eredivisie     | 0          | 0          | 0     | 0     | 0      | 0      |
| 2018/19                       | MVV Maastricht   | Nederland      | Eerste divisie | 0          | 0          | 0     | 0     | 0      | 0      |
| 2019/20                       | MVV Maastricht   | Nederland      | Eerste divisie | 0          | 0          | 0     | 0     | 0      | 0      |
| 2020/21                       | MVV Maastricht   | Nederland      | Eerste divisie | 0          | 0          | 0     | 0     | 0      | 0      |
| 2021/22                       | TOP Oss          | Nederland      | Eerste divisie | 1          | 0          | 0     | 0     | 1      | 0      |
| Carrièretotaal                | Carrièretotaal   | Carrièretotaal | Carrièretotaal | 1          | 0          | 0     | 0     | 1      | 0      |
| Bijgewerkt op 12 januari 2022 |                  |                |                |            |            |       |       |        |        |